# 藤田西湖
藤田 西湖（ふじた せいこ、1899年（明治32年）8月13日 - 1966年（昭和41年）1月4日）は、甲賀流忍術を受け継いだ忍術家・武術家。甲賀流忍術第14世（甲賀二十一家の和田惟政から14代目と称した）。本名は「藤田 勇治」（ふじた ゆうじ）。生涯本名を嫌い、著書では「藤田 勇」（ふじた いさむ）を本名とし「藤田 西湖」（ふじた せいこ）と称す。「西湖」は画家（忍術修行の一つとして画業にも熟達していた）としての雅号。幼少より家伝の忍術を修行し継承、「最後の忍者」という異名を持つ。甲賀流忍術以外に南蛮殺到流拳法、大円流杖術、心月流手裏剣術、一伝流捕手術も継承。
東京・浅草出身。日本大学宗教科卒業。その後、新聞記者を経て、陸軍戸山学校・陸軍大学校・海軍大学校などの兵学教官を務め、太平洋戦争中は陸軍中野学校の準備段階より協力、同校開校後も教官として忍術の講義をし南蛮殺到流拳法を指導した（藤田は甲賀流忍術自体は誰にも教えなかったとされているが、陸軍中野学校では甲賀流忍術を元に精神論の講義をしていた）。
戦前、小西康裕（神道自然流空手道開祖）、戦後、摩文仁賢和（糸東流空手道開祖）、菊地和雄（清心流空手拳法流祖）ほか糸東流の師範数名に南蛮殺到流拳法を教えた。このうち岩田万蔵が、甲賀流忍術以外の藤田が伝承していた流派全てを継承した。
日本伝統武術の古文献を収集し、借覧しかできないものは筆写した。藤田の死後、これらの膨大な資料は遺族によって小田原市に寄贈され、現在は小田原市立図書館に「藤田西湖文庫」として収蔵されている。藤田西湖文庫は現在も武道史の研究者に活用されている。

## 著作
- 『迷信打破 所謂心霊現象の原理及方法 心霊術の正体曝露』（修霊鍛身会、1921年2月）
- 『中風症の治し方』（修霊鍛身会本部、1929年4月）
- 『動脈硬化の予防と治療』（研真会出版部、1931年11月）
- 『日本武術流名録』（1948年7月）
- 『法術行り方繪解』（修霊鍛身社、1928年）
- 『忍術秘録』（千代田書院、1936年）
- 『忍術からスパイ戦へ』（東水社、1943年）
- 『手裏剣術図解教本』（武術研究所、1953年）
- 『最後の忍者どろんろん』（日本週報社、1958年）
- 『神道夢想流杖術図解』非売品（日本武術研究書、1958年9月）
- 『拳法極意 當身殺活法明解』非売品（日本武術研究所、1958年9月）
- 『武芸十八般名称術技略解』（日本武術研究所、1958年11月）
- 『図解 手裏剣術』（井上図書、1964年6月）
- 『図解 捕縛術』（井上図書、1965年6月）
- 『甲賀流忍者一代記』（東都書房、1968年）
- 『藤田西湖著作集』（名著刊行会、1986年9月）
- 『忍術秘録』復刻版（壮神社、1991年3月）
- 『法術行り方繪解』復刻版（壮神社、1991年3月）
- 『甲賀流忍者一代記』復刻版（壮神社、1991年12月）
- 『拳法極意 當身殺活法明解』復刻版（名著刊行会、1993年9月）
- 『図解 手裏剣術』復刻版（名著刊行会、1993年9月）
- 『神道夢想流杖術図解』復刻版（名著刊行会、1993年9月）
- 『図解捕縄術』復刻版（名著刊行会、1995年9月）
- 『最後の忍者どろんろん』復刻版、文庫本（新風舎、2004年11月）[注 1]